# Maxim Februari
Pour les articles homonymes, voir Februari.
Maxim Februari, pseudonyme de Maximiliaan (Max) Drenth, né le 23 février 1963, est un écrivain, philosophe et chroniqueur néerlandais.

## Biographie
Maxim Februari étudie le droit, la philosophie et l'histoire de l'art à l'Université d'Utrecht. Son premier roman, De zonen van het uitzicht, pour lequel il reçoit le prix Multatuli, est publié en 1989. Son roman suivant, De literaire kring est publié en 2007. Il écrit des chroniques pour deux grands journaux néerlandais, de Volkskrant et NRC Handelsblad. Februari publie une thèse très originale à l'Université de Tilburg en 2000. Ce livre, Een pruik van paardenhaar & Over het lezen van een boek, Amartya Sen en de Onmogelijkheid van de Paretiaanse liberaal, est une combinaison d'un livre scientifique et d'un roman, à la fois sur l'économie et sur l'éthique - et publié sous deux noms, M. Februari et Marjolijn Drenth. En 2008, Februari reçoit le prix Frans Kellendonk, un prix littéraire néerlandais. Februari donne la conférence Mosse 2011, intitulée Wat is seks eigenlijk? (Qu'est-ce que le sexe exactement ?).

## Transition de genre
Le journal NRC-Handelsblad a annoncé en septembre 2012 que leur chroniqueuse Marjolijn Februari publierait désormais sous le nom de Maxim Februari, en raison de sa transition de genre. Februari a publié La fabrication d’un homme. Notes sur la transsexualité (néerlandais : De maakbare man. Notities over transseksualiteit) en 2013.

## Publications
| Année | Titre | Éditeur                    | ISBN                     | Nom d'auteur                          | Remarques |
| ----- | --- | -------------------------- | ------------------------ | ------------------------------------- | --- |
| 1989  | De zonen van het uitzicht                                                                                             | Querido                    | (ISBN 90-214-6208-7)     | M. Februari                           | |
| 1994  | God, een collage | Prometheus                 | (ISBN 90-5333-266-9)     | Marjolijn Februari                    | Februari : composition et textes associés. (2e, herz. druk 2008 : (ISBN 978-90-446-1285-1)                    |
| 1994  | Quodlibet (een kerstvertelling)                                                                                       | Querido                    | (ISBN 90-214-6209-5)     | M. Februari                           | |
| 2000  | Een pruik van paardenhaar & Over het lezen van een boek. Amartya Sen en de onmogelijkheid van de Paretiaanse liberaal | Querido                    | (ISBN 90-214-6210-9)     | M. Februari & Marjolijn Drenth        | édition commerciale du mémoire, Katholieke Universiteit Brabant, Tilburg                                      |
| 2003  | Stilte als storm | de Volkskrant-Boekenfonds  | (ISBN 90-71474-80-1)     | Marjolijn Februari                    | fait référence à Beschadigde beelden de Tom Lanoye (Van der Leeuw-lezing 2003)                                |
| 2004  | Park Welgelegen. Notities over morele verwarring                                                                      | Querido                    | (ISBN 90-214-6211-7)     | Marjolijn Februari                    | Eerder verschenen in de Volkskrant                                                                            |
| 2004  | Globalisation and human dignity. Sources and challenges in catholic social thought. An essay                          | Damon (Budel)              | (ISBN 90-5573-577-9)     | Marjolijn Drenth von Februar (et al.) | |
| 2005  | Schrappen | De Uitvreter (Zoeterwoude) | Pas d'ISBN               | Marjolijn Februari                    | |
| 2006  | Teder | Lubberhuizen               | (ISBN 978-90-5937-136-1) | Marjolijn Februari                    | Composition du photographe Daniel Koning et du cinéaste Bernd Wouthuysen ; essai d’introduction de Februari.  |
| 2007  | De literaire kring | Prometheus                 | (ISBN 9789044608571)     | Marjolijn Februari                    | Traduction en anglais par Paul Vincent, titré The Book Club, London, Quercus, 2011, (ISBN 978-0-85738-132-3). |
| 2008  | Variaties op de standaard                                                                                             | Forum Standaardisatie      | (ISBN 978-90-79490-01-1) | Marjolijn Februari                    | Interviews |
| 2011  | Ons soort mensen | Prometheus                 | (ISBN 978-90-446-1795-5) | Marjolijn Februari                    | Chroniques du Volkskrant et du NRC Handelsblad                                                                |
| 2013  | De maakbare man. Notities over transseksualiteit                                                                      | Prometheus                 | (ISBN 978-90-446-2318-5) | Maxim Februari                        | |
| 2017  | Klont | Prometheus                 | (ISBN 978-90-446-3414-3) | Maxim Februari                        | |
| 2019  | De onbetrouwbare verteller                                                                                            | Prometheus                 | (ISBN 978-90-446-4164-6) | Maxim Februari                        | |
| 2020  | Slechte kunst | Uitgeverij EW              | (ISBN 978-94-634-8083-3) | Maxim Februari                        | Huizingalezing 2020                                                                                           |